# Bruno Bontempelli
 (août 2010).
Si vous disposez d'ouvrages ou d'articles de référence ou si vous connaissez des sites web de qualité traitant du thème abordé ici, merci de compléter l'article en donnant les références utiles à sa vérifiabilité et en les liant à la section « Notes et références ».
Pour les articles homonymes, voir Bontempelli.
Bruno Bontempelli est un compositeur et écrivain français né le 6 janvier 1948 à Champigny-sur-Marne et mort le 26 février 2014 à Bry-sur-Marne. C'est le frère du chanteur et auteur-compositeur Guy Bontempelli.

## Biographie
En 1992, il obtient le prix Giono et le prix du roman de la Société des gens de lettres pour L'arbre du voyageur.
En 2006, il signe une contribution de quelques pages intitulée "Esquisse de décodage biologique" dans Barbey d'Aurevilly ou le triomphe de l'écriture de Jean-Pierre Thiollet. Connu pour avoir étudié l'énergétique orientale à travers le qi gong et la médecine traditionnelle chinoise, il indique alors que "ses recherches sur le fonctionnement physique, énergétique et psychologique de l'être humain l'ont conduit à exercer une activité de thérapeute" .
En 2007, il est le compositeur de la musique de Voici venir l'orage..., téléfilm en trois parties de Nina Companeez diffusé en janvier 2008 sur France 2.

## Œuvres

### Littéraires
- Le Chant, avec Marie-Henriette Dejean, Sides, 2005, (ISBN 2 868611338)
- L'Attouchement, 2002, (ISBN 2246627516)
- Vriz : La marqueterie, un art revisité, 2002, (ISBN 2843945550)
- Poisson-vinaigre, 1999,  (ISBN 2246527414)
- Sang de plume[2], 1995,  (ISBN 224649821X), 228 pages
- L'Arbre du voyageur, 1992, (ISBN 2246468019)
- Jour de sable, 1991, (ISBN 2865831353)

### Musique
- Floreat Musica 10 : Quintefeuille (Partition) (ISMN 979-0046271441)
- 1977 : La nuova colonia, pièce de théâtre de Luigi Pirandello, mise en scène Anne Delbée, Nouveau Carré Silvia Monfort

## Filmographie

### Télévision
- 1988 : Les Enquêtes du commissaire Maigret, épisode Le Chien jaune de Pierre Bureau
- 1998 : La Poursuite du vent de Nina Companeez
- 2002 : La Chanson du maçon de Nina Companeez
- 2011 : À la recherche du temps perdu de Nina Companeez

## Sur quelques ouvrages

### Sang de Plume
Julie, une jeune fille, s'enfuit du château des Organdes, sorte de maison d'internement pour jeunes femmes dérangées, où elle a été placée sans doute par sa mère qui refuse de s'occuper d'elle, et qui l'a confiée à sa propre mère, Maman Georges. Elle a choisi la nuit la plus obscure, et le brouillard, pour quitter sa cage-prison. Elle fixe les draps découpés, passe devant une fenêtre encore éclairée, et qui révèle un visage étrange, se retrouve au sol, pourchassée par le chien de garde.
Au lycée, on l'appelait Plume, pour sa légèreté à la course. Elle marche longtemps, vers la fermette en écart de Maman Georges, au lieu-dit La Recèle, puis, en attendant qu'elle se réveille, passe au Grand Rouvre, à l'étang, à l'enclave de Roncelet. Elle se souvient du passé récent, des médecins, des blouses blanches, de la rouquine sournoise à lunettes. Maman Georges n'est pas là, peut-être hospitalisée. Une femme passe à la ferme, prendre des œufs, La Barrique, en mobylette. La poursuite a dû commencer : des bûcherons, des gendarmes, des fermiers isolés, des chiens surtout et qui dérangent, une maison abandonnée, un vieux moulin. Une survie minimale.
Et l'impression d'être dans la tête de MP, Mister Pen, ou l'inverse.